# Chaturbuja comma
Chaturbuja comma är en insektsart som först beskrevs av Walker 1851.  Chaturbuja comma ingår i släktet Chaturbuja och familjen Flatidae. Inga underarter finns listade i Catalogue of Life.